# La indomable (telenovela de 1987)
La indomable es una telenovela mexicana dirigida por Beatriz Sheridan, producida por Julissa para la cadena Televisa, Se exhibió por El Canal de las Estrellas entre el 27 de abril y el 18 de septiembre de 1987. Fue protagonizada por Leticia Calderón y Arturo Peniche y antagonizada por Elvira Monsell y Juan Carlos Serrán.

## Argumento
María Fernanda Villalpando es una mujer hermosa y rica, pero arrogante y orgullosa que vive en una gran hacienda conocida como Villa Paraíso, en compañía de su padre Gonzalo y su amiga Cristina. María Fernanda está de novia con Gerardo, pero al saber que la engaña, rompe su compromiso. Miguel Echánove es un joven y humilde ingeniero, que cuando conoce a María Fernanda queda prendado de su belleza y se enamora de ella. Pero ella, despechada, no le corresponde, aun así decide utilizarlo y casarse con él sólo para vengarse de Gerardo.
Miguel al saberse engañado, se enfurece y repudia a María Fernanda. Se aleja de ella, situación que aprovecha Sofía, una inescrupulosa mujer que siempre ha estado enamorada de Miguel y buscará retenerlo como sea. Pero María Fernanda se dará cuenta de los errores que ha cometido ya que de verdad se ha enamorado de Miguel, e intentará demostrarle su arrepentimiento y que sus sentimientos son sinceros. El camino no será fácil, pues Gerardo y Sofía intentarán recuperar a sus respectivas exparejas a como dé lugar.

## Elenco
- Leticia Calderón - María Fernanda Villalpando
- Arturo Peniche - Miguel Echánove
- Elvira Monsell - Sofía Galindo
- Alfredo Leal - Gonzalo Villalpando
- María Rivas - Doña Adela Echánove
- Juan Carlos Serrán - Gerardo Sanlúcar
- Claudia Ramírez - Nabile
- Alonso Echánove - Pedro
- Carmen Delgado - Cristina
- Manuel Gurría - Tomás
- Jacaranda Alfaro - Jacarandá del Valle
- Miguel Suárez Arias - Salcedo
- Queta Carrasco - Pancha
- José Luis Cordero - Rubén
- Mario Bezares - José
- Ayerim de la Peña - Alina Echánove
- Cristián Ramírez - Grillo
- Federico Elizondo
- Rocío Sobrado
- MaPat López de Zatarain
- Sergio Jurado
- Luis de León

## Equipo de producción
- Historia original de: Hilda Morales de Allouis
- Libreto: Carlos Romero
- Adaptación: Kary Fajer, Lei Quintana
- Edición literaria: Dolores Ortega
- Tema: Mis blancas mariposas
- Autor: Profr. José Claro Garcia
- Arreglos musicales: Bebu Silvetti
- Escenografía: Daniel Santos
- Ambientación: Rafael Brizuela
- Diseñador de vestuario: Fabio Chávez
- Editor: Jorge Miguel Valdés
- Coordinación de producción: Jorge Romero Díaz
- Gerente de producción: Martha Patricia López de Zatarain
- Director de cámaras: Ernesto Arreola
- Directora de escena: Beatriz Sheridan
- Producción: Julissa

## Premios y nominaciones

### Premios TVyNovelas 1987
| Categoría          | Nominada         | Resultado |
| ------------------ | ---------------- | --------- |
| Mejor actriz joven | Leticia Calderón | Ganadora  |

## Versiones
- En 1999 se hizo una segunda versión de esta historia, Alma rebelde producida por Nicandro Díaz González para Televisa y protagonizada por Lisette Morelos y Eduardo Verástegui.